# Герцог Веллінгтон
Герцог Веллінгтон (англ. Wellington у Сомерсеті), спадковий титул у Великій Британії. Першим носієм титулу був Артур Веллслі, перший герцог Веллінгтон (1769—1852), відомий військовий та політичний діяч ірландського походження. Його головним військовим досягненням стала, спільно з Гебхардом Леберехтом Блюхером, перемога над Наполеоном Бонапартом під Ватерлоо у Брабанті (нині провінція Валлонський Брабант, Бельгія). Рід Веллслі є старовинною англо-ірландською аристократичною династією.

## Історія
Титули Герцог Веллінгтон і Маркіз Дуро були створені як нагорода Артуру Веллслі, який став 1-м герцогом Веллінгтон 11 травня 1814 року. Другорядні титули герцогів Веллінгтонів: Маркіз Веллінгтон (1812), Маркіз Дуро (1814), Граф Монінгтон (1760, але успадкований герцогами Веллінгтонами у 1863 році), Граф Веллінгтон (1812), Віконт Веллслі (1760, успадкований у 1863 році), Віконт Веллінгтон (1809), Барон Монінгтон (1746, також успадкований у 1863 році) й Барон Дуро (1809). Титули Віконт Веллслі, а також Барон і Граф Монінгтон є ірландськими; решта — британські.
Поряд із британськими титулами герцоги Веллінгтони також мають титули: нідерландський Князь Ватерлоо (Prins van Waterloo, 1815), іспанські Герцог де Сьюдад-Родріго (Duque de Ciudad Rodrigo, 1812) та Герцог да Віторіа (Duque da Vitória, 1812), а також другорядні португальські Маркіз де Торрес-Ведрас (Marquês de Torres Vedras, 1812) і Граф де Вімейро (Conde de Vimeiro, 1811). Це був перший випадок посвяти у герцогський титул за видатні заслуги як головнокомандувача в іспансько-французькій війні (в Іспанії та Португалії) й у битві під Ватерлоо (у сучасній Бельгії).
Родовим маєтком є Стретфілд Сей хауз, неподалік від Бейсінгстока, Гемпшир. Епслі-хаус в Лондоні нині належить компанії English Heritage, однак тут також є родинні апартаменти.

## Герцоги Веллінгтон (1814)

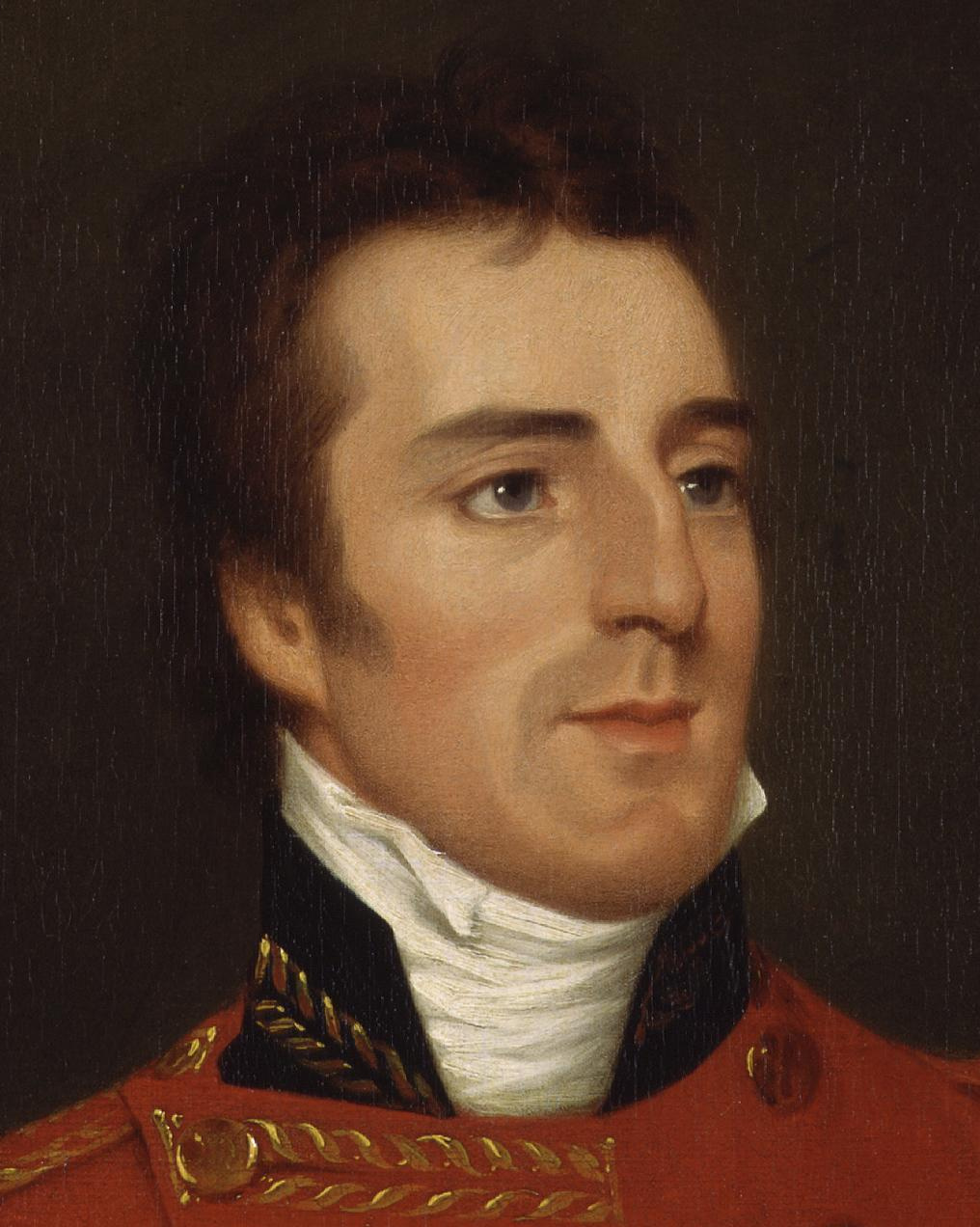
1-й герцог Веллінгтон

- Артур Веллслі, 1-й герцог Веллінгтон (1769—1852)
- Артур Веллслі, 2-й герцог Веллінгтон (1807—1884)
- Генрі Веллслі, 3-й герцог Веллінгтон (1846—1900)
- Артур Веллслі, 4-й герцог Веллінгтон (1849—1934)
- Артур Веллслі, 5-й герцог Веллінгтон (1876—1941)
- Генрі Веллслі, 6-й герцог Веллінгтон (1912–1943)
- Джеральд Веллслі, 7-й герцог Веллінгтон (1885—1972)
- Артур Валеріан Веллслі, 8-й герцог Веллінгтон (нар. 1915)